# دريقة إبريقية الشكل
دريقة إبريقية الشكل (الاسم العلمي:Aspidistra urceolata) هي نوع من النباتات تتبع جنس الدريقة من الفصيلة الهليونية. تم وصف هذا النوع من النبات علمياً لأول مرة من قبل فا تسيوان وانغ وكاي يونغ لانغ سنة 1981.